# Wichrów (województwo łódzkie)
Wichrów – wieś w Polsce położona w województwie łódzkim, w powiecie łęczyckim, w gminie Łęczyca.
Wieś duchowna Wichrowo, własność plebana łęczyckiego położona była w końcu XVI wieku w powiecie łęczyckim województwa łęczyckiego.
W latach 1975–1998 miejscowość należała administracyjnie do województwa płockiego.
Zobacz też: Wichrów, Wichrowo